# Продольный
Продольный — потухший вулкан на полуострове Камчатка, Россия.
Расположен в Быстринском районе Камчатского края.
Данный вулкан относится к Иченскому вулканическому району Срединного вулканического пояса. Он находится в юго-западной части хребта Лаучан и представлен несколькими слившимися своими основаниями вулканическими аппаратами.
Сильная разрушенность вулканических построек не позволяет установить количество центров излияний лавы, поэтому с некоторой долей условности вся вулканическая гряда названа вулканом Продольным. В географическом плане это вытянутый массив с осями 10×8 км, площадью в 110 км². Объём изверженного материала ~26 км³.
Абсолютная высота — 1505 м, относительная — 700 м.
Вулканическая постройка сильно эродирована. Состав продуктов извержений представлен андезитами. В формировании массива преобладали лавовые излияния.
Деятельность вулкана относится к доверхнечетвертичному периоду.